# Анан (град)
Вижте пояснителната страница за други значения на Анан.
А̀нан (на английски: Annan, на английски се изговаря по-близко до А̀нън, на гаелски Anainn) е град в южната част на Шотландия. Разположен е в област Дъмфрийс анд Голоуей около река Анан на около 3 km от нейното устие в залива Солуей Фърт на Ирландско море. Първите сведения за града датират от около 1300 г., когато тук е бил построен замък. Името му произхожда от името на келтската богиня Ану. Областният център Дъмфрийс се намира на 16 km на запад от Анан. Разстоянието до границата с Англия е 8 km. Има жп гара. Население 8240 жители от преброяването през 2004 г.

## Спорт
Представителният футболен отбор на града носи името ФК Анан Атлетик. През сезон 2008 – 2009 г. дебютира в четвъртото ниво на шотландския футбол Шотландската трета дивизия.